# Dead Presidents (filme)
Dead Presidents (bra: Ambição em Alta Voltagem; prt: Alta Jogada) é um filme estadunidense de 1995, dos gêneros drama e suspense, dirigido pelos irmãos Hughes.

## Sinopse
Anthony Curtis (Larenz Tate), é um americano que lutou na Guerra do Vietnã. Após voltar aos EUA, combina com seus amigos para realizar um ousado plano de assalto. A ideia dele é roubar um carro-forte em plena luz do dia.

## Elenco
- Larenz Tate como Anthony Curtis
- Keith David como Kirby
- Chris Tucker como Skip
- Bokeem Woodbine como Cleon
- Freddy Rodríguez como Jose
- Rose Jackson como Juanita Benson
- N'Bushe Wright como Delilah Benson
- Alvaleta Guess como Mrs. Benson
- James Pickens Jr. como Mr. Curtis
- Jenifer Lewis como Mrs. Curtis
- Clifton Powell como Cutty
- Elizabeth Rodriguez como Marisol
- Terrence Howard como Cowboy
- Jaimz Woolvett como Dugan
- Ryan Williams como o jovem revolucionário
- Larry McCoy como Nicky
- Rodney Winfieldcomo Mr. Warren
- Martin Sheen como o juiz